# Hybride kernel
Een hybride kernel is in de informatica een kernel die aspecten en eigenschappen van zowel een monolithische kernel en een microkernel vertoont.
Bij hybride kernels worden bepaalde taken, of diensten in gebruikersmodus uitgevoerd, en andere taken in supervisormodus. Hybride kernels zijn vandaag de dag zeer gebruikelijk, wegens het feit dat de meeste programmeurs geen volledig monolithische kernel of microkernel programmeren. Dit komt vaak doordat er bijvoorbeeld geen modulariteit is bij monolithische kernels, en dat er bijvoorbeeld geen hoge snelheid is bij microkernels. Meestal begint een kernel als een monolithische kernel, maar wordt daarna een hybride kernel.
Een typisch voorbeeld van een hybride kernel is een virtueel bestandssysteem dat draait in supervisormodus, maar waarvan de bestandssysteemdrivers en de drivers voor de media zelf in gebruikersmodus draaien, of vice versa zoals in Plan 9. Hierdoor bewaart de hybride kernel de snelheid van een monolithische kernel, maar laat het extensie toe zoals bij een microkernel. Het systeem is niet zo veilig als een microkernel, maar het laat derden wel toe drivers te schrijven voor bepaalde hardware en/of bestandssystemen.

## Voorbeelden van hybride kernels
- Microsoft Windows NT
- Mac OS sinds Mac OS X 10.0
- Plan 9
- Haiku